# Spoorbio
De Spoorbio was in de 20e eeuw een bioscoop in diverse Nederlandse plaatsen waaronder Utrecht.

## Geschiedenis

### Bezettingsjaren

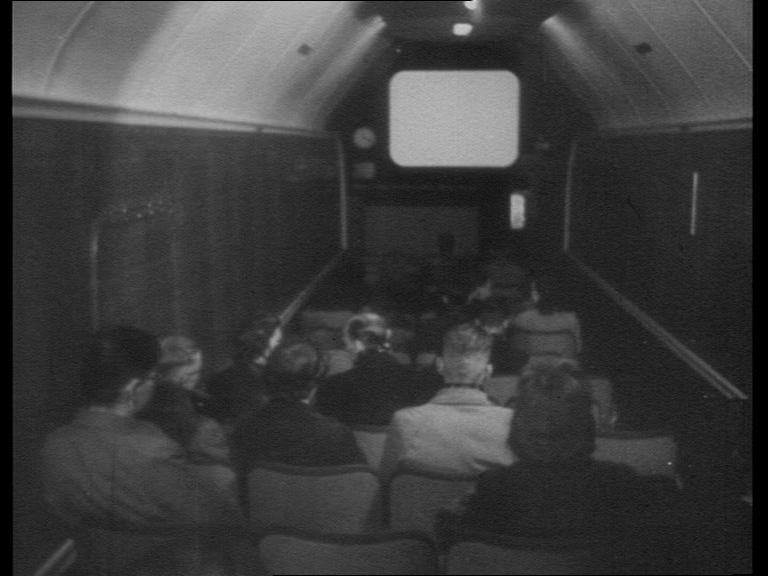
Deel van het interieur van de Spoorbio.

De bioscoop opende op 6 november 1942 in een omgebouwde treinwagon op perron I van het Station Utrecht Centraal. De oprichter, W. Korsmit, had al enkele jaren dit idee en verkreeg in 1940 het monopolie voor de exploitatie van bioscopen op Nederlandse treinstations. De architect H. van Vreeswijk verzorgde het ontwerp voor de Spoorbio waarin voor de bezoekers 64 zitplaatsen aangevuld met 8 wachtplaatsen kwamen. De reizende bezoekers werden op de hoogte gehouden van de vertrekkende treinen door middel van een naast het filmdoek aanwezige klok en oplichtende bestemmingen. Dagelijks werd er tegen 10 guldencent entree tussen 8 uur 's morgens en 9 uur 's avonds voor alle leeftijden gedraaid. Het programma duurde 20 à 30 minuten en bestond onder meer uit propagandafilms en journaals waar de Duitse bezetter en de NSB de hand in hadden. Ook werden er documentaires gedraaid met sport en natuur als thema, en tekenfilms.
Gaandeweg kwamen tevens in serie geknipte langere films op het programma. In juni 1944 sloot de Spoorbio waarna hij werd verhuisd naar Station Zeist. In Zeist is alle apparatuur ontvreemd.

### 1945-1964

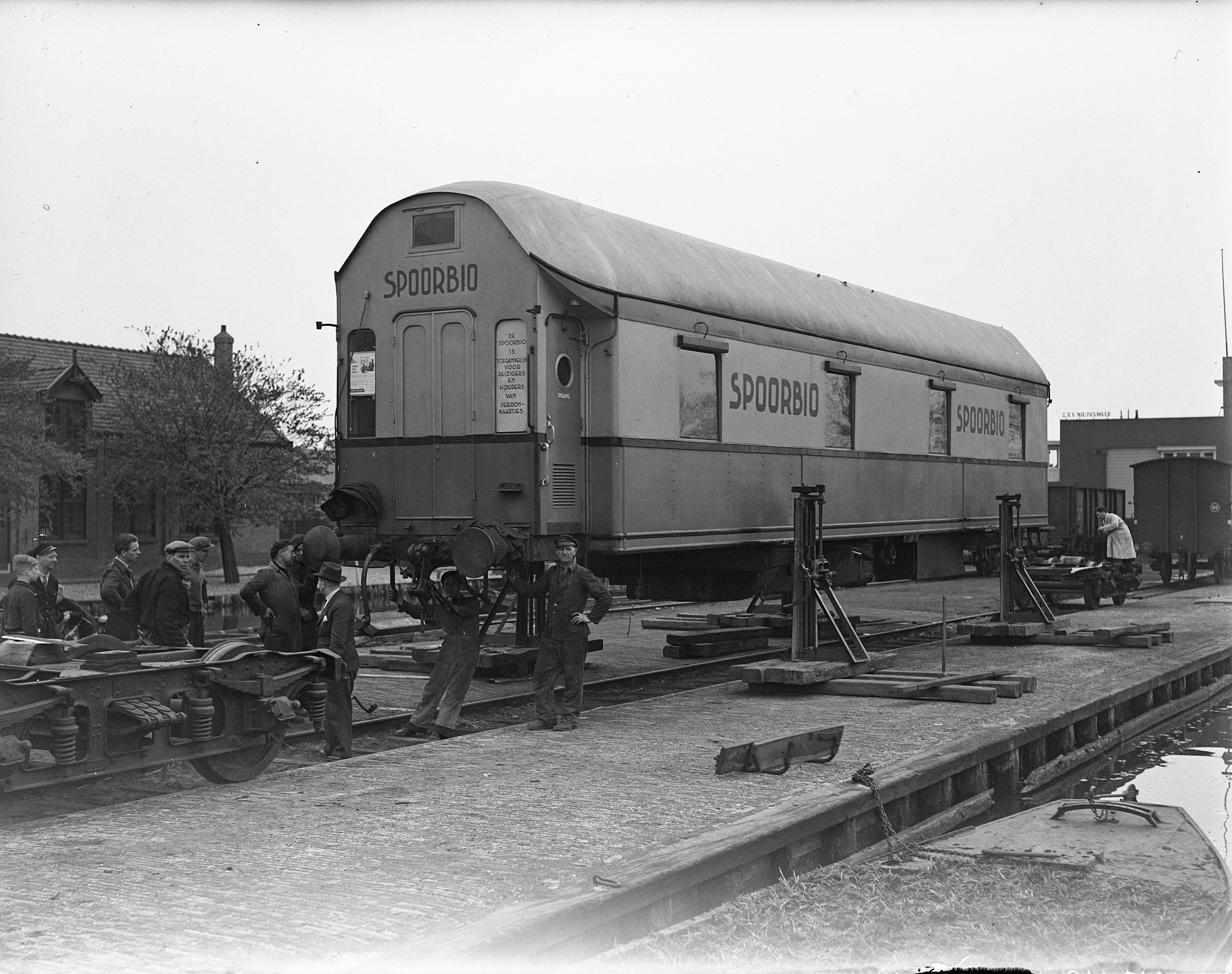
De wagon van de Spoorbio in 1948.

Na de bevrijding heropende de Spoorbio in 1945 op Station Utrecht Centraal. In 1947 werd de oude Spoorbio verruild voor een nieuw onderkomen dat 84 zitplaatsen telde. Voor treinreizigers en mensen met een perronkaartje vertoonde de Spoorbio te Utrecht journaals, tekenfilms en korte documentaires in programmablokken van circa 30 minuten. Hij is zo'n 15 uur per dag geopend geweest tot 30 december 1964. Het jaar erop is de wagon gesloopt.
De in 1947 vrijgekomen oude spoorwagon leidde onderwijl nog een bestaan als Spoorbio in andere plaatsen. Hij is dat jaar, in vol bedrijf, allereerst naar Zwolle verhuisd en vervolgens nog onder andere gebruikt op Schiphol en in Rotterdam (1955).